# Vikarien (2006)
Vikarien är en svensk dokumentärfilm från 2006 i regi av Åsa Blanck och Johan Palmgren.
Filmen skildrar den unge läraren Max Wejstorp som arbetar på Hallonbergsskolan i Stockholmsförorten Hallonbergen. Lektionerna blir alltmer stökiga och för att råda bot på kaoset tar Wejstorp hjälp av sin gamle lärare Folke Silvén från Lund. Mötet mellan Silvéns gammaldags disciplin och den moderna skolan blir laddat.
Vikarien producerades av Blanck och Petter Hansson och spelades in våren och försommaren 2005 efter ett manus av Blanck och Palmgren. Musiken komponerades av Crille Olsson och Goran Kajfes, fotades av Palmgren och klipptes av Petter Brundell. Den premiärvisades 29 januari 2006 på Göteborgs filmfestival och hade biopremiär 31 mars 2006. Den visades av Sveriges Television 2006 och 2008.
2006 belönades filmen med "Youth Prize" vid en filmfestival i Leipzig och 2007 med det norska Eurodok-priset och en Guldbagge för bästa dokumentär.

## Mottagande
Filmen fick treor och fyror av samtliga recensenter och har medelbetyget 3,6/5 på Kritiker.se, baserat på elva recensioner.